# Rhyacophila balangshana
Rhyacophila balangshana är en nattsländeart som beskrevs av Malicky 1995. Rhyacophila balangshana ingår i släktet Rhyacophila och familjen rovnattsländor. Inga underarter finns listade i Catalogue of Life.